# Cisticola luapula
El cistícola del Luapula (Cisticola luapula) es una especie de ave paseriforme de la familia Cisticolidae propia del interior más septentrional del África austral. Su nombre hace referencia al río Luapula, cuyo valle forma parte de su área de distribución.

## Taxonomía
Fue descrito científicamente en 1933 por el ornitólogo británico Hubert Lynes. Anteriormente fue considerado una subespecie del cistícola alirrojo (Cisticola galactotes), pero ahora se consideran especies separadas. No se reconocen subespecies diferenciadas.

## Distribución y hábitat
Se encuentra en las regiones interiores del sur de África central y el norte del África austral, distribuido por el este de Angola, la proximidades del lago Moero (sudeste de la DR del Congo), Zambia, el norte y noreste de Namibia, el norte de Botsuana y el noroeste de Zimbabue.
Su hábitat natural son los humedales y los herbazales húmedos o estacionalmente inundables.